# جیران (همسر ناصرالدین‌شاه)
خدیجه خانم تجریشی معروف به جیران و ملقب به فروغ‌السلطنه (زاده ۱۲۱۰ ه‍. ش، تجریش - درگذشته ۱۲۳۸ ه‍. ش، تهران)؛ پنجمین همسر عقدی و اولین سوگلی ناصرالدین‌شاه و مادر سومین ولیعهد او امیرقاسم میرزا بود.

## نام و تبار
خدیجه‌خانم، دختر یک باغبان و نجار به نام محمدعلی‌خان تجریشی از اهالی روستای کوهسار تجریش در نزدیکی تهران بود. او توسط ناصرالدین‌شاه به دلیل داشتن چشمان بزرگ، «جیران» خوانده شد. جیران واژه‌ای ترکی و به معنای «‌آهو» است. جیران علاوه بر یک خواهر به نام عصمت، برادری به نام اسدالله نیز داشت که پس از ازدواج جیران با شاه، در زمره فراشان درآمد و پس از آن پیشخدمت خاصهٔ ناصرالدین‌شاه شد. خواهرزادهٔ جیران، محمد ابراهیم مفیدی یک پهلوان مشهور شمیرانی بوده است.

## آشنایی با ناصرالدین‌شاه

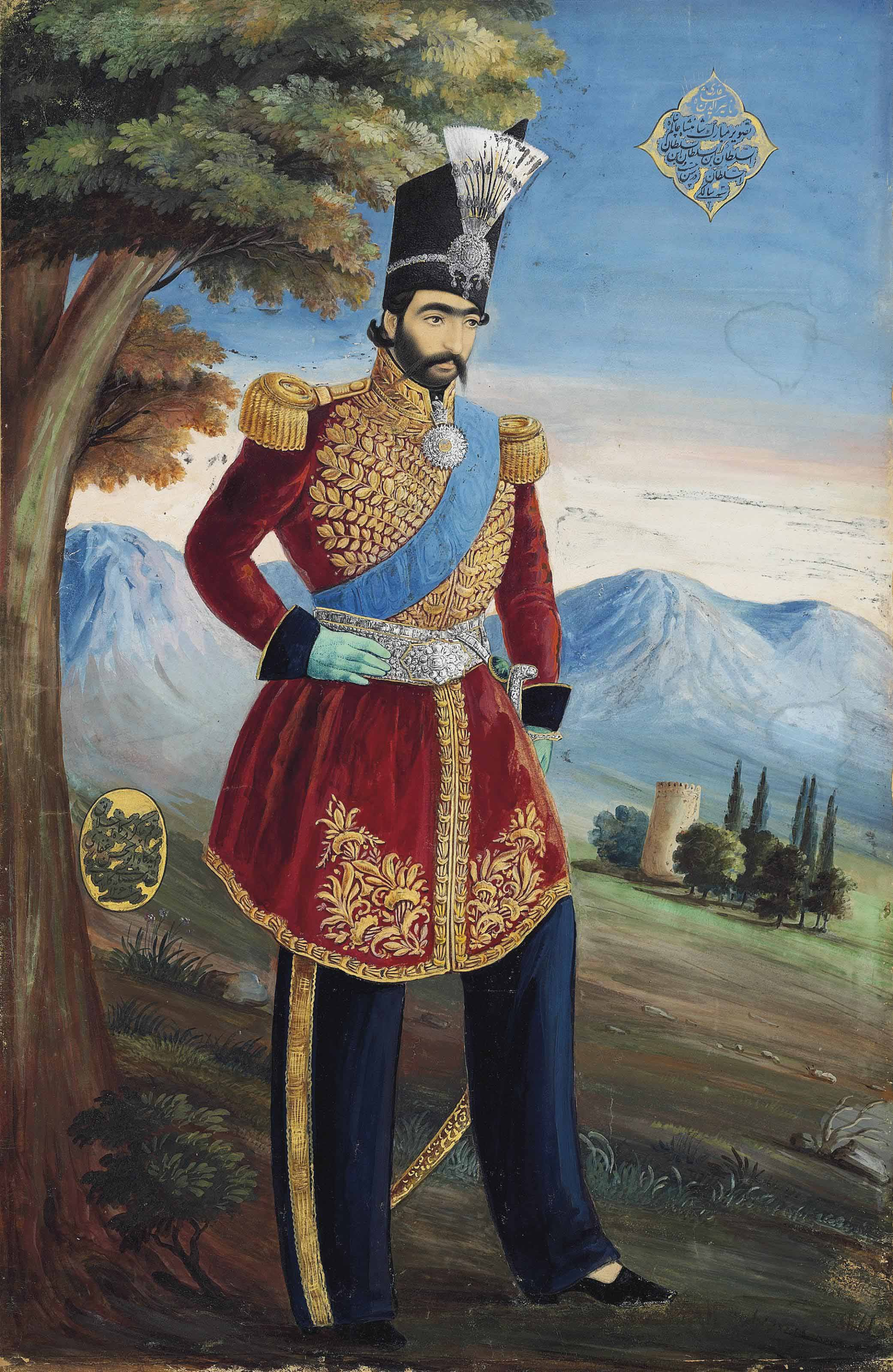
ناصرالدین شاه جوان، ۱۸۵۲ میلادی

در مورد نحوه آشنایی ناصرالدین‌شاه و جیران عقاید متفاوتی وجود دارد. به نوشته عباس امانت، جیران ابتدا به جهت یادگیری رقص و آواز به حرم‌سرای شاهی آورده شد و نخستین بار ناصرالدین‌شاه او را اندکی پس از قتل امیرکبیر در جمع ملازمان مهدعلیا دید و به او دل بست.
تقی دانشور (اعلم‌السلطان) در خاطرات خود، آشنایی آن دو را مربوط به یکی از سفرهای شکاری شاه به روستاهای اطراف شمیران و تجریش دانسته است. او نخستین ملاقات آن‌ها را چنین شرح می‌دهد:
شاه روزی در اطراف شمیران و تجریش سواره به شکار بلدرچین و قرقاول رفته بود. غفلتاً چند بلدرچین روی یک درخت توت پریدند و شاه برای شکار و تیراندازی به آنان زیر درخت توت رفت. دختری بالای درخت رفته و مشغول بازی و خوردن توت بود. دخترک اعتنایی به شاه نکرد. ولی شاه فریفته جمال دختر شد و بر سبیل مزاح خطاب به وی گفت: دختر، زن من می‌شی؟ دخترک شانه‌هایش را بالا انداخت و بدون آنکه بداند طرف صحبتش شاه مملکت است، گفت: تو که داخل آدم نیستی، من زن شاه می‌شم!
مونس‌الدوله (ندیمه و کنیز انیس‌الدوله) در کتاب خاطراتش، مانند دانشور، آشنایی شاه و جیران را مربوط به یکی از سفرهای شاه به سبب شکار می‌داند و به نقل داستان مشابهی می‌پردازد. به گفته او شاه که در حین تفرج، زیر درخت توتی به جمعی از دختران که جیران نیز میان آن‌ها بود برخورده بود، فریفته چشمان درشت و سیاه او شد و خواجه‌هایش را فرستاد تا از نام و نشانش سؤال کنند و پدرش را بیابند. او سپس ادامه می‌دهد:
ناصرالدین‌شاه آنقدر آنجا منتظر ایستاد تا خواجه‌ها و پیشخدمت‌ها آمدند و خبر آوردند که اسم او خدیجه است و اسم پدرش هم «میرزا محمدعلی». دیگر کار تمام بود و به حکم قبله عالم ناصرالدین‌شاه قاجار، جیران را از درخت پائین آوردند و پیش خانم‌های اندرون بردند. رختش را عوض کردند، حمامش بردند و خواجه باشی او را ۹۹ سال برای ناصرالدین‌شاه صیغه کرد.

## ویژگی‌ها
یاکوب پولاک، پزشک مخصوص ناصرالدین‌شاه که در زمان حیات جیران در ایران به سر می‌برد و او را دیده بود، دربارهٔ شکل و شمایل جیران نوشته است: او نه زیبایی خاصی داشت و نه لطف و ملاحتی، و بر گونهٔ چپ هم سالکی بزرگ داشت. با وجود همهٔ اینها بر شاه نفوذ بسیاری پیدا کرد و مردم این نفوذ را در اثر سحر و جادو می‌دانستند.
جیران شیفته شکار و سوارکاری بود. او به هنگام سواری چکمه و لباس مردانه می‌پوشید و روبنده‌اش را به گرد سر می‌پیچید و چالاکانه اسب می‌تاخت. در شکارگاه، قوش مخصوص خود را که «غزال» نام نهاده بود به دست می‌گرفت و پشت اسب قزلی گلگون به نام «آهو» به قله کوه می‌رفت و شهبازش را در پی کبک می‌افکند. در این هنگام گروه انبوهی از تفنگدار و قوشبان و نوکر به دور او گرد می‌آمدند، چنان‌که اگر کسی این منظره را می‌دید گمان کرد که کبکبه شاهانه است.
شیفتگی جیران به شکار و رفتار جسورانه‌اش که برخلاف حجب معمول زنان حرم‌سرا بود، او را بیش از پیش مورد توجه شاه قرار می‌داد. به اعتقاد عباس امانت «دل‌بستگی شاه به جیران به روال عشق‌های عادی عصر نوین و برعکس زندگی جمعی حرم‌سرا فردی و خصوصی بود» مهر او برای شاه «تجسم نوع دیگری از خانواده، همسر و فرزند بود که در پس ظاهر شاهانه، قرینه‌ای از زندگی عادی به او عرضه می‌داشت.»

## در اندرونی شاه

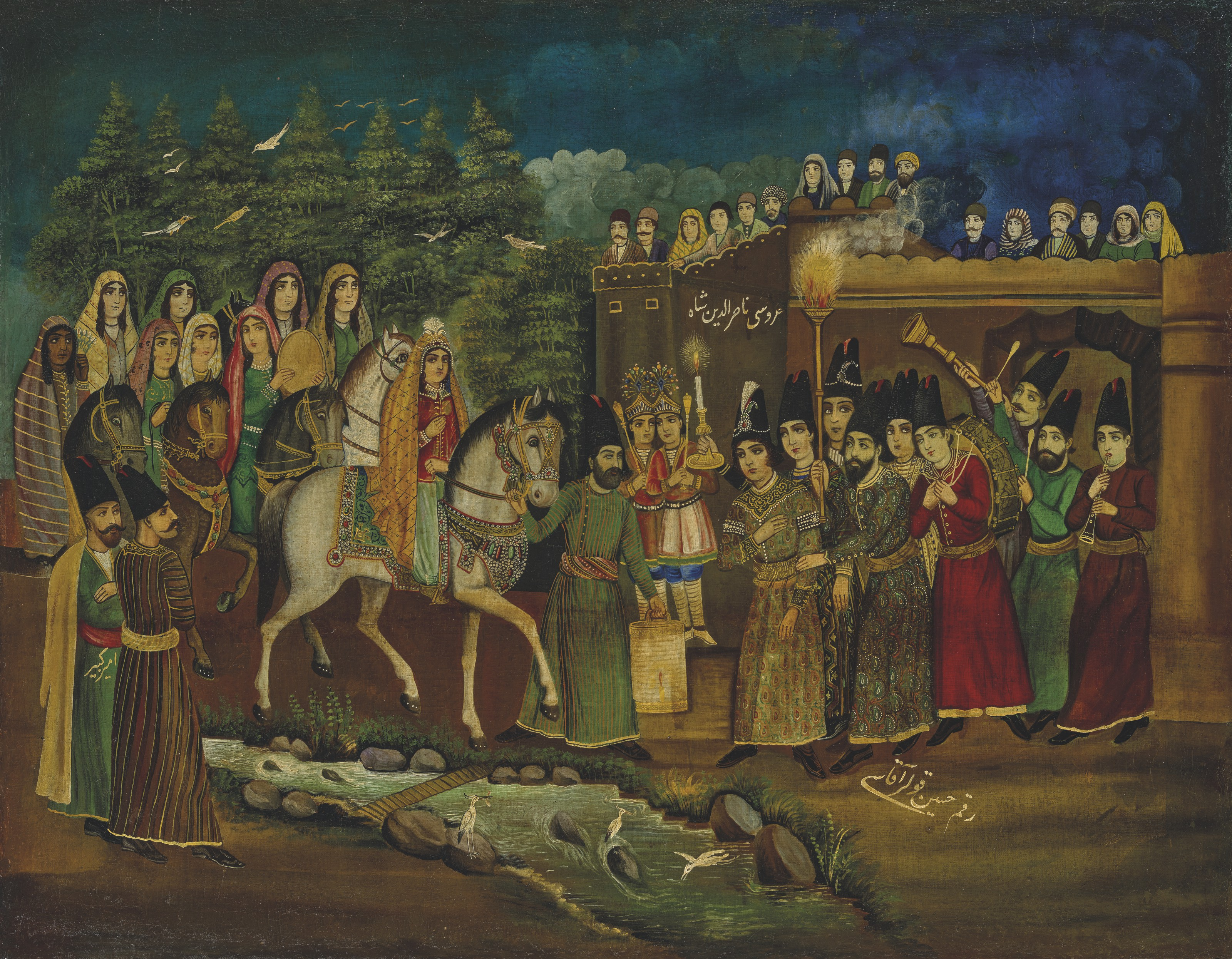
عروسی جیران و ناصرالدین‌شاه، اثر حسین قوللرآقاسی (در این تصویر امیرکبیر در سمت چپ تصویر با قبای سبز قابل رویت است)

جیران احتمالاً در سال ۱۲۲۷ شمسی (۱۲۶۵ قمری) و در زمان صدارت میرزاتقی خان امیرکبیر (اوایل عهد ناصری) با ناصرالدین‌شاه ازدواج کرد. یکسال پس از ازدواج و در سال ۱۲۲۸ ه‍.ش (ربیع‌الاول ۱۲۶۶ قمری) نخستین فرزند جیران، محمد میرزا، متولد شد. اما این طفل در هشت روزگی جان سپرد. سپس جیران در سال ۱۲۳۲ ه‍.ش (۱۲۶۸ قمری) دومین پسرش، امیرقاسم میرزا را به دنیا آورد و بیش از پیش مورد توجه ناصرالدین‌شاه قرار گرفت. جیران به ترتیب در سال ۱۲۳۶ ه‍.ش (۱۲۷۲ قمری) سومین پسرش رکن‌الدین میرزا و در سال ۱۲۳۷ ه‍.ش (۱۲۷۳ قمری) آخرین فرزند و تنها دخترش خورشیدکلاه را به دنیا آورد. زمانی که امیرقاسم میرزا پنج سال داشت، شاه به او لقب امیرنظام داد و به فرماندهی کل قشون ایران منصوبش ساخت.
پس از آنکه در مهر ۱۲۳۵ ه‍.خ (صفر ۱۲۷۲ قمری) دومین ولیعهد ناصرالدین‌شاه، شاهزاده معین‌الدین میرزا که از خجسته خانم
تاج‌الدوله (دومین همسر عقدی ناصرالدین‌شاه) دختر شاهزاده سیف‌الله میرزا بود درگذشت، ناصرالدین‌شاه تمایل یافت قاسم میرزا را به ولیعهدی برگزیند. اما نسب غیرقاجار جیران و اینکه او همسر عقدی شاه نبود مانع عملی شدن این تصمیم بود. جیران که از موقعیت خود آگاه بود، سعی کرد میرزا آقاخان نوری صدراعظم ناصرالدین‌شاه را تحت فشار قرار دهد. او به زودی با برخی از رجال مخالف میرزا آقاخان نوری، از جمله یوسف آشتیانی و عزیزخان مکری همدست شد. آنان در خرداد ۱۲۳۶ (شوال ۱۲۷۳) فهرستی از جرایم صدراعظم میرزا آقاخان نوری را تهیه کردند و جیران مأموریت یافت که این فهرست جرایم را به نزد شاه رساند. اما او تنها بخشی از موارد را نزد شاه افشا کرد و باقی را تا رسیدن به توافق نهایی با صدراعظم در خصوص ولیعهدی پسرش آشکار نکرد. پس از این واقعه، میرزا آقاخان نوری جیران را به باغ خود، نظامیه دعوت کرد و به او قول داد تمام تلاشش را برای ولیعهدی امیرنظام بکند. با حمایت صدراعظم از جیران، مهدعلیا که از مخالفان جدی جیران و ولیعهدی امیرنظام بود، از او روگرداند.
به زودی میرزا آقاخان برای جلب نظر دولت‌های روسیه و بریتانیا در خصوص ولیعهدی امیرنظام، با نمایندگان آن دولت‌ها وارد مذاکره شد. او همچنین از یاکوب پولاک، پزشک دربار، خواست تا تأیید کند مظفرالدین میرزا فرزند شکوه‌السلطنه (سومین همسر عقدی ناصرالدین‌شاه) که به دلیل داشتن نسب قاجار از جانب مادر گزینه قانونی برای ولیعهدی محسوب می‌شد، از نظر جسمی و عقلی ضعیف است و شایستگی رسیدن به سلطنت را ندارد. تهیه تباری جعلی که نسب جیران را به ایلخانان مغول و خاندان باستانی ساسانیان متصل می‌کرد، قدمی دیگر در راه مشروعیت بخشیدن به ولیعهدی امیرنظام بود. سرانجام نیز ناصرالدین‌شاه با طلاق دادن ستاره خانم تبریزی، چهارمین همسر عقدی خود و عقد کردن جیران، آخرین قدم را در این راه برداشت. در مراسمی که به مناسبت این ازدواج ترتیب داده شد، برخلاف رسم معمول که می‌بایست دعوت از طرف مهدعلیا، مادر شاه و رئیس حرمسرا صورت گیرد، ملک‌زاده (عزت‌الدوله) خواهر شاه از مهمانان دعوت کرده بود که این خود به نشانه مخالفت عمیق مهدعلیا با رویدادهای جاری بود.
سرانجام در شهریور ۱۲۳۶ (محرم ۱۲۷۳)، ولیعهدی امیرنظام رسماً اعلام شد. چندی بعد امیرنظام بیمار شد و مخالفان چنین شهرت دادند که صدراعظم ولیعهد را مسموم کرده است و جیران و شاه را بار دیگر به صدراعظم بدگمان ساختند. جیران نگران از توطئه‌های مخالفان خود از پذیرش اطبا بر بالین پسرش سر باز زد و امیرنظام تنها یک هفته پس از ولیعهدی جان سپرد. ناصرالدین‌شاه و جیران به شدت از این پیشامد متأثر شدند، تا جایی که به گزارش پولاک «شاه از شدت اندوه از خود بی‌خود شده سر به دیوار می‌کوفت و چند روز لب به غذا نزد». شایعات پیرامون دست داشتن میرزا آقاخان نوری در مرگ ولیعهد چنان شدت گرفت که شاه به ناچار اعلام کرد هرکه به تکرار به این سخنان بپردازد، دستگیر و مجازات می‌شود. آنطور که در گزارش‌ها مکتوب است
علت مرگ امیرقاسم میرزا را تب ورم مغزی اعلام کردند که به احتمال زیاد همان مننژیت بود. با مرگ ولیعهد، مخالفت جیران با صدراعظم پایان نگرفت و حتی زمانی که او در ۱۲۳۷ ه‍.ش مصادف با ۱۲۷۴ هجری قمری از صدارت عزل شد، به خواست جیران بود که تمام بستگان اعم از بچه‌ها، برادرها و عموهای میرزا آقاخان نوری از دربار رانده شدند.

## مرگ
جیران پس از آنکه هر چهار فرزند خود را که در سنین کودکی بودند یکی پس از دیگری از دست داد، خود مبتلا به بیماری سل شد. در این حال، ناصرالدین‌شاه روزی چندبار و هربار چند ساعت بر بستر او حاضر می‌شد و داروها را به دست خود به او می‌خوراند، اما حال او رفته رفته وخیم تر می‌شد و معالجات اطبا سودی نمی‌بخشید. او در یکی از روزهای دی یا بهمن ماه ۱۲۳۷ شمسی (جمادی‌الثانی سال ۱۲۷۵) در حالی که ناصرالدین شاه در کنار بسترش نشسته بود، در اوج جوانی از دنیا رفت. مرگ او، که به فاصله اندکی از درگذشت امیرقاسم میرزا روی داد، اندوه عمیقی در دل ناصرالدین‌شاه پدیدآورد.
آرامگاه جیران خاتون، ناصرالدین شاه و پسرشان امیرقاسم میرزا (اگرچه بی نشان) هم‌اکنون در تهران (شهر ری) ضلع غربی حرم عبدالعظیم حسنی در داخل صحن ناصری (آیت الله کاشانی فعلی) و در مسیر رسیدن به مقبره امامزاده طاهر قرار دارد.
چنین شایع بود که او دو طلسم برای مهر و محبت همیشه به همراه داشت که پس از درگذشتش به دست دو تن از خدمه او انیس الدوله و امینه اقدس به سرقت رفت تا مهر و محبت شاه متوجه آنان شود.

## فرزندان
| ردیف | نام             | تولد (هـ. خ/هـ.ق.)     | مرگ (هـ. خ/هـ. ق)           | یادداشت‌ها |
| ---- | --------------- | ---------------------- | --------------------------- | --- |
| ۱    | محمد میرزا      | ۶ ربیع الاول ۱۲۲۸/۱۲۶۶ | ۱۴ ربیع الاول ۱۲۲۸/۱۲۶۶     | در هشت روزگی درگذشت. |
| ۲    | امیرقاسم میرزا  | ۱۲۳۱/۱۲۶۹              | ۸ تیر ۱۲۳۷/۱۷ ذی‌القعده ۱۲۷۴ | در ۱۲۷۳ هجری قمری با لقب «امیرنظام» فرمانده کل ارتش ایران شد. در ۱۳ مرداد ۱۲۳۶ (۱۳ ذی‌الحجه ۱۲۷۳) به ولیعهدی رسید. در پنج سالگی درگذشت. |
| ۳    | رکن‌الدین میرزا  | ۱۲۳۵/۱۲۷۲              | ۱۳ رجب ۱۲۷۴/اسفند ۱۲۳۶      | امیر توپخانه بود. در سه سالگی درگذشت.                                                                                                  |
| ۴    | خورشیدکلاه خانم | ۱۲۳۵/۱۲۷۳              | ۱۲۳۷/۱۲۷۵                   | در دو سالگی درگذشت. |

## ناصرالدین‌شاه پس از جیران
ناصرالدین‌شاه تا سی و هفت سال پس از درگذشت جیران زنده بود و به گزارش بسیاری از منابع، تا پایان عمر او را از یاد نبرد. به نوشته دوستعلی معیری، شاه هرگز لقب جیران و اجازه سکونت در عمارت او را به کسی نداد. او گاه خود به تنهایی به سکونت‌گاه سابق همسرش می‌رفت و زمانی را به فکر روزگار گذشته و دیدن یادگارهای جیران می‌گذراند. روزی که ناصرالدین‌شاه در حرم شاه عبدالعظیم هدف گلوله میرزا رضا کرمانی قرار گرفت، خود را به آرامگاه جیران رساند و در کنارش جان داد. جسد ناصرالدین‌شاه را در همان مقبره به خاک سپردند.
به گفته مونس‌الدوله، ناصرالدین‌شاه سیاه قلمی از چهره جیران کشیده بود و پس از مرگ او مداوم به تماشای آن می‌رفت. او یک بار نیز در حین شکار با دیدن چشمان آهوهایی که در جرگه شکارچی‌ها به دام افتاده بودند، به یاد معشوقه از دست رفته خود افتاد و از ادامه شکار صرف نظر کرد. به دستور او جرگه را شکستند و همه شکارها را آزاد کردند.
شاه در اواخر عمر، «خانم‌باشی» دختر باغبان‌باشی باغ اقدسیه را به زنی گرفت و می‌گفت این دختر را از آن رو دوست دارم که چشمانش شباهتی به چشمان جیران دارد. خانم‌باشی بارها از ناصرالدین‌شاه لقب جیران را درخواست کرد، ولی هربار با مخالفت شاه روبه‌رو شد. او هنگامی که با یک نیم‌تنهٔ ملیله‌دوز که بر آن لقب «فروغ‌السلطنه» نقش بسته بود، نزد شاه رفت، به شدت مورد توبیخ وی قرار گرفت و مجبور شد شرمسارانه اتاق را ترک کند.

## اشعار ناصرالدین‌شاه در وصف او
ناصرالدین شاه که استعداد ادبی و علاقه به سرودن شعر داشت، گاهی هنگام بازدید از اتاق جیران اشعاری می‌سرود و به زمزمه می‌خواند. این ابیات را اهل حرم یادداشت می‌کردند و سوادهایی از آن استنساخ می‌شد و دست به دست می‌گشت. ابیات آغازین یکی از مشهورترین این مراثی چنین است:
| روزی دلم گرفت ز اندوه هجر یار    |  | آمد به یادم آن رخ و آن لعل آبدار |
| آن چشم همچو آهو و آن قد همچو سرو |  | آن ابروی کمان و دوزلفی تابدار    |
| مکتوم درد وزلفش صد قلب غرق خون   |  | در لعل آبدارش سی دُرِّ شاهوار       |
| در زیر ابروانش صد تیر از مژه     |  | آراسته به قصد دل عاشقان زار      |
| چون کردم این خیال زجا جستمی بشوق |  | لیکن نکرده وصفش یک دو از هزار    |

## تبارنامه
|              |              |              |              |              |              |  |  |                |                | محمدعلی‌خان تجریشی | محمدعلی‌خان تجریشی | محمدعلی‌خان تجریشی | محمدعلی‌خان تجریشی | محمدعلی‌خان تجریشی | محمدعلی‌خان تجریشی |                |                |                |                |                |                |  |  |            |            |            |            |            |            |  |  |               |               |               |               | آقاجونی تجریشی | آقاجونی تجریشی | آقاجونی تجریشی | آقاجونی تجریشی | آقاجونی تجریشی           | آقاجونی تجریشی           |                          |                          |                          |                          |  |  |  |  |  |  |  |  |  |  |  |  |  |  |  |  |
|              |              |              |              |              |              |  |  |                |                | محمدعلی‌خان تجریشی | محمدعلی‌خان تجریشی | محمدعلی‌خان تجریشی | محمدعلی‌خان تجریشی | محمدعلی‌خان تجریشی | محمدعلی‌خان تجریشی |                |                |                |                |                |                |  |  |            |            |            |            |            |            |  |  |               |               |               |               | آقاجونی تجریشی | آقاجونی تجریشی | آقاجونی تجریشی | آقاجونی تجریشی | آقاجونی تجریشی           | آقاجونی تجریشی           |                          |                          |                          |                          |  |  |  |  |  |  |  |  |  |  |  |  |  |  |  |  |
|              |              |              |              |              |              |  |  |                |                |                   |                   |                   |                   |                   |                   |                |                |                |                |                |                |  |  |            |            |            |            |            |            |  |  |               |               |               |               |                |                |                |                |                          |                          |                          |                          |                          |                          |  |  |  |  |  |  |  |  |  |  |  |  |  |  |  |  |
| ناصرالدین‌شاه | ناصرالدین‌شاه | ناصرالدین‌شاه | ناصرالدین‌شاه | ناصرالدین‌شاه | ناصرالدین‌شاه |  |  | جیران          | جیران          | جیران             | جیران             | جیران             | جیران             |                   |                   | میرزا اسدالله  | میرزا اسدالله  | میرزا اسدالله  | میرزا اسدالله  | میرزا اسدالله  | میرزا اسدالله  |  |  | عصمت       | عصمت       | عصمت       | عصمت       | عصمت       | عصمت       |  |  | محمدخان مفیدی | محمدخان مفیدی | محمدخان مفیدی | محمدخان مفیدی | محمدخان مفیدی  | محمدخان مفیدی  |                |                | ندیم‌السلطنه              | ندیم‌السلطنه              | ندیم‌السلطنه              | ندیم‌السلطنه              | ندیم‌السلطنه              | ندیم‌السلطنه              |  |  |  |  |  |  |  |  |  |  |  |  |  |  |  |  |
| ناصرالدین‌شاه | ناصرالدین‌شاه | ناصرالدین‌شاه | ناصرالدین‌شاه | ناصرالدین‌شاه | ناصرالدین‌شاه |  |  | جیران          | جیران          | جیران             | جیران             | جیران             | جیران             |                   |                   | میرزا اسدالله  | میرزا اسدالله  | میرزا اسدالله  | میرزا اسدالله  | میرزا اسدالله  | میرزا اسدالله  |  |  | عصمت       | عصمت       | عصمت       | عصمت       | عصمت       | عصمت       |  |  | محمدخان مفیدی | محمدخان مفیدی | محمدخان مفیدی | محمدخان مفیدی | محمدخان مفیدی  | محمدخان مفیدی  |                |                | ندیم‌السلطنه              | ندیم‌السلطنه              | ندیم‌السلطنه              | ندیم‌السلطنه              | ندیم‌السلطنه              | ندیم‌السلطنه              |  |  |  |  |  |  |  |  |  |  |  |  |  |  |  |  |
|              |              |              |              |              |              |  |  |                |                |                   |                   |                   |                   |                   |                   |                |                |                |                |                |                |  |  |            |            |            |            |            |            |  |  |               |               |               |               |                |                |                |                |                          |                          |                          |                          |                          |                          |  |  |  |  |  |  |  |  |  |  |  |  |  |  |  |  |
|              |              |              |              |              |              |  |  |                |                |                   |                   |                   |                   |                   |                   |                |                |                |                |                |                |  |  |            |            |            |            |            |            |  |  |               |               |               |               |                |                |                |                |                          |                          |                          |                          |                          |                          |  |  |  |  |  |  |  |  |  |  |  |  |  |  |  |  |
|              |              |              |              |              |              |  |  |                |                |                   |                   |                   |                   |                   |                   |                |                |                |                |                |                |  |  |            |            |            |            |            |            |  |  |               |               |               |               |                |                |                |                |                          |                          |                          |                          |                          |                          |  |  |  |  |  |  |  |  |  |  |  |  |  |  |  |  |
|              |              |              |              |              |              |  |  |                |                |                   |                   |                   |                   |                   |                   |                |                |                |                |                |                |  |  |            |            |            |            |            |            |  |  |               |               |               |               |                |                |                |                |                          |                          |                          |                          |                          |                          |  |  |  |  |  |  |  |  |  |  |  |  |  |  |  |  |
| محمد میرزا   | محمد میرزا   | محمد میرزا   | محمد میرزا   | محمد میرزا   | محمد میرزا   |  |  | امیرقاسم میرزا | امیرقاسم میرزا | امیرقاسم میرزا    | امیرقاسم میرزا    | امیرقاسم میرزا    | امیرقاسم میرزا    |                   |                   | رکن‌الدین میرزا | رکن‌الدین میرزا | رکن‌الدین میرزا | رکن‌الدین میرزا | رکن‌الدین میرزا | رکن‌الدین میرزا |  |  | خورشیدکلاه | خورشیدکلاه | خورشیدکلاه | خورشیدکلاه | خورشیدکلاه | خورشیدکلاه |  |  | ضیاءالسلطنه   | ضیاءالسلطنه   | ضیاءالسلطنه   | ضیاءالسلطنه   | ضیاءالسلطنه    | ضیاءالسلطنه    |                |                | میرزا زین‌العابدین تهرانی | میرزا زین‌العابدین تهرانی | میرزا زین‌العابدین تهرانی | میرزا زین‌العابدین تهرانی | میرزا زین‌العابدین تهرانی | میرزا زین‌العابدین تهرانی |  |  |  |  |  |  |  |  |  |  |  |  |  |  |  |  |
| محمد میرزا   | محمد میرزا   | محمد میرزا   | محمد میرزا   | محمد میرزا   | محمد میرزا   |  |  | امیرقاسم میرزا | امیرقاسم میرزا | امیرقاسم میرزا    | امیرقاسم میرزا    | امیرقاسم میرزا    | امیرقاسم میرزا    |                   |                   | رکن‌الدین میرزا | رکن‌الدین میرزا | رکن‌الدین میرزا | رکن‌الدین میرزا | رکن‌الدین میرزا | رکن‌الدین میرزا |  |  | خورشیدکلاه | خورشیدکلاه | خورشیدکلاه | خورشیدکلاه | خورشیدکلاه | خورشیدکلاه |  |  | ضیاءالسلطنه   | ضیاءالسلطنه   | ضیاءالسلطنه   | ضیاءالسلطنه   | ضیاءالسلطنه    | ضیاءالسلطنه    |                |                | میرزا زین‌العابدین تهرانی | میرزا زین‌العابدین تهرانی | میرزا زین‌العابدین تهرانی | میرزا زین‌العابدین تهرانی | میرزا زین‌العابدین تهرانی | میرزا زین‌العابدین تهرانی |  |  |  |  |  |  |  |  |  |  |  |  |  |  |  |  |

## در آثار هنری
در مورد زندگی جیران یک مجموعه نمایش خانگی با عنوان جیران به کارگردانی حسن فتحی ساخته شده است. در این مجموعه پریناز ایزدیار نقش جیران و بهرام رادان نقش ناصرالدین شاه را به تصویر کشیده‌اند.